# 根太軟
《根太軟》（英語：The Soft Rod），是一部1999年上映的香港色情電影，由劉俊輝執導，何永霖監製，並由高飛擔任動作指導，曹查理、韓小冰等主演。

## 劇情
李達成為城中富豪，但他的性格風流不已，並喜歡到処搞上很多女人。一次，他叫上祕書小慧，說要帶她去“享受”一下，但“享受”完之后，李達成突然被一名陌生男子罵，那名陌生男子叫阿Roy，其實小慧的丈夫，兩人為了拿到李達成的金錢，阿Roy決定威脅李達成，要他交出現金500萬，李達成寫完支票后，被小慧看管著，李達成煩腦不已，不停在想如何逃出這個地方，經過他一番的頭腦思想，他終於想到一個逃走的方法...

## 演員表
| 演員   | 角色   | 粵語配音 | 備註 |
| ------ | ------ | -------- | --- |
| 曹查理 | 李達成 | 黃志明   | 香港的城中富豪，小慧的上司兼情夫，阿Roy之情敵兼天敵，后期被阿Roy及小慧綁架，最后透過小慧的協助成功逃出阿Roy的魔爪 |
| 韓小冰 | 小慧   |          | 李達成之祕書，本陷害其，后協助其逃走，阿Roy的妻子，后離開其，最后和李達成一起生活                                 |
| 張承天 | 阿Roy  |          | 李達成之情敵兼天敵，小慧的丈夫，后反目，綁架李達成以拿到他的金錢，最后在追捕李達成時被警方槍殺                    |
| 金喬柏 | 警長   | 李家輝   | 韓國警長，負責李達成綁架案的警長，最后槍殺阿Roy                                                                   |
| 王海生 | 下屬   | 鄧榮銾   | 韓國警察，負責李達成綁架案的警察，韓國警長的下屬                                                                  |
| 李倩兒 | 李太太 |          | 香港的城中富豪，李達成之前妻，並不愿意給續金救走李達成                                                            |

## 分級
本片有部分的情慾場面，在上映是在分級制度下被列為三級片。

## 外部連結
- 香港影庫上《根太軟》的資料（繁體中文）
- 豆瓣电影上《根太軟》的資料 （简体中文）